# SoftBank 936SH
SoftBank SOLAR HYBRID 936SH（ソフトバンク ソーラー ハイブリッド 936SH）はシャープが開発しソフトバンクモバイルが販売するW-CDMA通信方式の携帯電話端末。

## 特徴
2009年夏モデルで、シャープが携帯各キャリア向けにソーラーパネル付きの携帯電話を投入しているが、本機種はそのソフトバンクモバイル版に当たるモデルである。ソフトバンクモバイルが同日に発表した934SH、935SHとは、外観の一部や、搭載機能、対応サービスが共通で、姉妹モデルとなっている。
934SH、935SHと同様に、3.0インチフルワイドVGA液晶が付いた、1軸折りたたみ型のボディに、IPX5/IPX7相当の防水機能を有する。また、メインカメラもこれらと同様、シャープ独自の画像エンジンのProPixが付いた、約800万画素CCDカメラを搭載している。
936SHの大きな特徴として、背面に大型のソーラーパネルと充電確認用のLEDがある。10分間の充電で、約1分の通話、または約2時間の待受ができる。その代わりに、934SH、935SHにあるサブディスプレイは付いていない。
当初は、auが、同社の2009年夏モデルで、世界初のソーラーパネル搭載携帯電話（SH002）を発売する事を、2009年4月20日付けで報道機関に発表していた。ところが、ソフトバンクモバイルが、同年5月19日に2009年夏モデルを発表し、その際にソーラーパネル付きの本機種の公式発表を行った。SH002の公式発表は、その6日後のauの2009年夏モデル発表で行われたため、世界初のソーラーパネル搭載携帯電話は、結果的に本機種になってしまった。　しかし発売は、au向けのSH002よりも2ヶ月以上も後だった。。

## 主な機能・サービス
- ミュージックプレイヤー
- Bluetooth
- 赤外線通信（IrDA）(高速赤外線対応)
- マイ絵文字
- フィーリングメール
- カスタムスクリーン
- バイリンガル
- QRコード読み取り・作成
- ドキュメントビューア（Microsoft Word（.doc）・Microsoft Excel（.xls）・Microsoft PowerPoint（.ppt）・PDFデータ（.pdf）のみ。）
- 顔認証機能
- 国際ローミング（世界対応ケータイ）対応

| 主な対応サービス         | 主な対応サービス | 主な対応サービス                | 主な対応サービス |
| ------------------------ | ---------------- | ------------------------------- | ---------------- |
| S!一斉トーク             | S!ともだち状況   | Yahoo!mocoa                     | S!ループ         |
| S!タウン                 | S!速報ニュース   | S!情報チャンネル                | S!FeliCa         |
| S!ケータイ動画           | PCサイトブラウザ | 電子コミック                    | S!アプリ         |
| 着うたフル／着うた       | デコレメール     | S!電話帳バックアップ            | 3Gお天気アイコン |
| コンテンツおすすめメール | TVコール         | 世界対応ケータイ （W-CDMA+GSM） | S!GPSナビ        |
| デルモジ表示             | ワンセグ         | 3G ハイスピード                 | S!おなじみ操作   |

## 歴史
- 2009年5月19日 - ソフトバンクモバイルが、2009年夏モデルの発表会で公式に発表。
- 2009年8月14日 - 発売開始。